# Помаро Монферато
Помаро Монферато (итал. Pomaro Monferrato) је насеље у Италији у округу Алесандрија, региону Пијемонт.
Према процени из 2011. у насељу је живело 298 становника. Насеље се налази на надморској висини од 119 м.

## Становништво
| 1931. | 1936. | 1951. | 1961. | 1971. | 1981. | 1991. | 2001. | 2011. |
| ----- | ----- | ----- | ----- | ----- | ----- | ----- | ----- | ----- |
| 735   | 744   | 712   | 660   | 522   | 457   | 416   | 423   | 390   |